# Ignaz von Fratricsevics

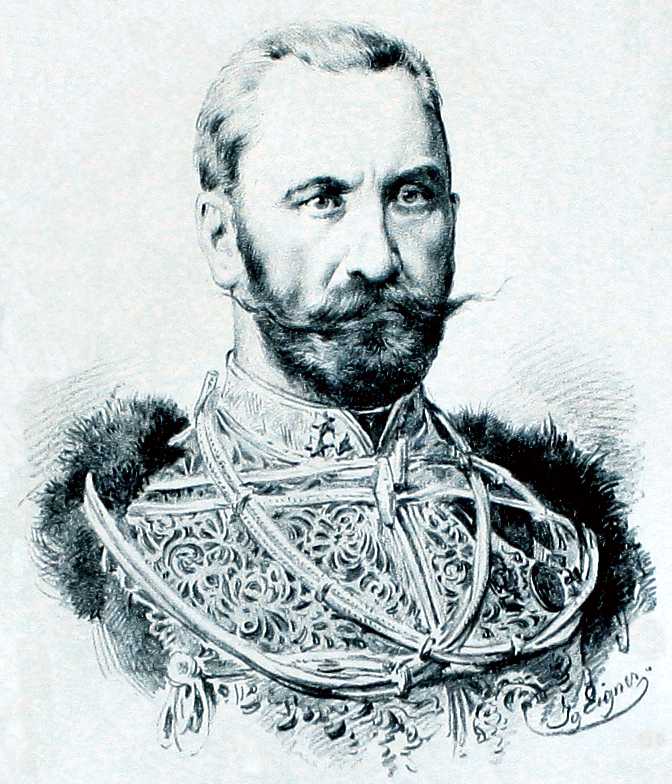
Ignaz von Fratricsevics, General der Kavallerie (1886)

Ignaz Freiherr von Fratricsevics (* 21. Juli 1820 in Zombor; †  14. November 1887 in Wien) war k. k. Wirklicher Geheimer Rat, Abgeordneter der Magnatentafel des ungarischen Reichstags und ein österreichisch-ungarischer Offizier (General der Kavallerie) sowie Inhaber des Husarenregiments Nr. 12.

## Biographie

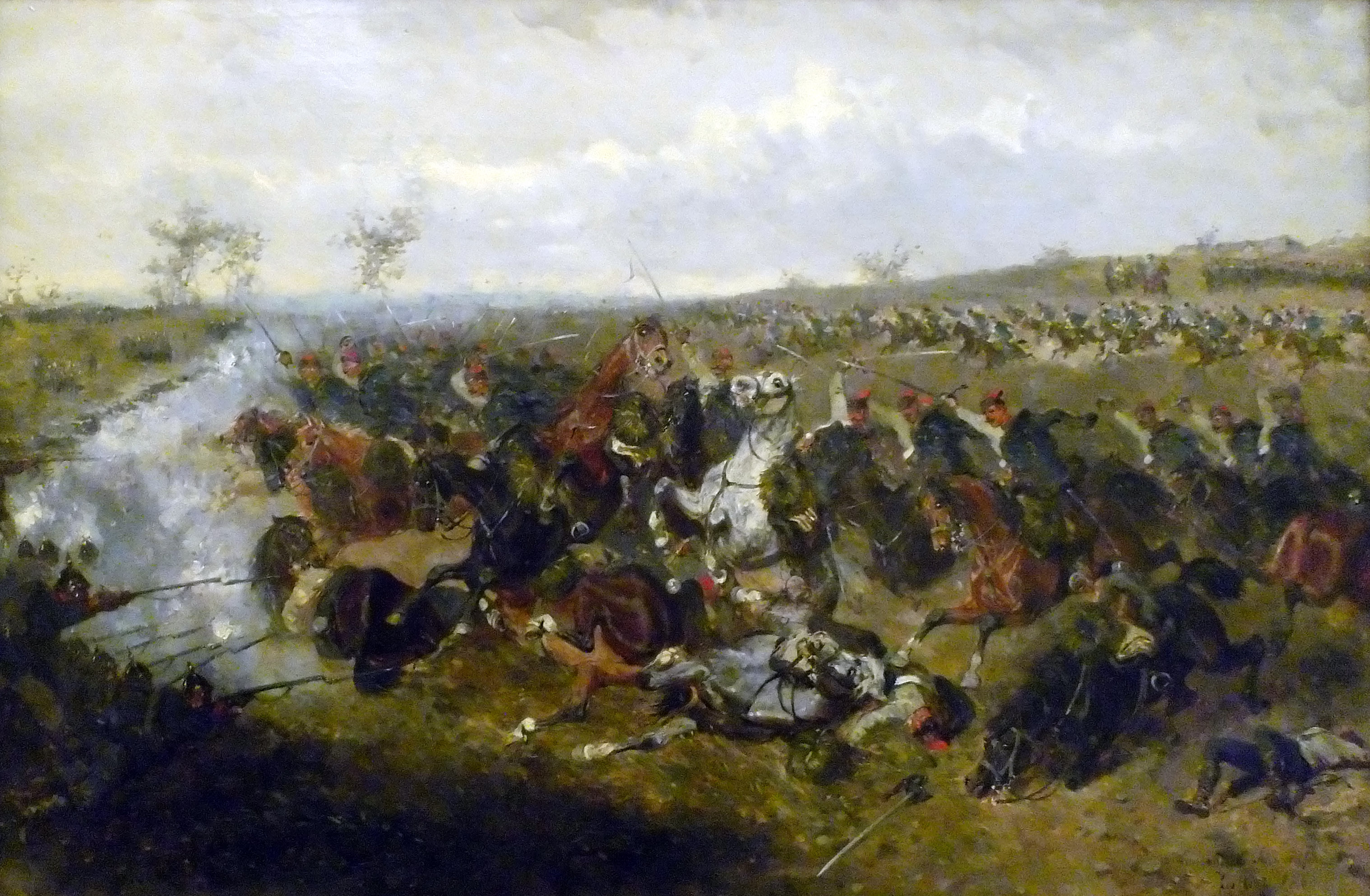
Das Gefecht bei Schweinschädel (A. Bensa 1866)

Ignaz trat am 19. April 1838 als Kadett in das 3. Kürassierregiment, wurde 1841 zur königlich ungarischen adligen Leibgarde transferiert und 1846 zum Unterleutnant des 6. Kürassierregiments befördert. Im Jahr 1854 avancierte er bereits zum Major des Husarenregiments Nr. 10 und 1857 zum Oberstleutnant daselbst. 1858 erfolgte seine Ernennung zum Oberst und Kommandanten des 2. Husarenregiments, Nicolaus Großfürst von Russland.
Fratricsevics nahm mit seiner Kavalleriebrigade in der Kavalleriedivision Baron Edelsheim an den Kämpfen gegen Preußen zwischen 14. Mai und 14. Juli 1866 teil. In dieser Zeit wurde er mit Rang vom 19. Juni des Jahres zum Generalmajor befördert. Man zeichnete ihn für seine vorzüglichen Leistungen mit dem Orden der Eisernen Krone mit der Kriegsdekoration (KD) aus. Auch wurde ihm 1869 die Würde des Kapitäns der ungarischen Leibgarde als auch die eines Wirklichen Geheimen Rates verliehen. Am 1. November 1869 erfolgte seine Ernennung zum Truppendivisionär für die VI. Truppendivision zu Graz, mit vorläufiger Belassung in seiner dermaligen Charge.
Am 30. April 1870,  mit Rang vom 8. Mai des Jahres, wurde er Feldmarschallleutnant, sodann am 1. November an die Spitze der 21. Truppendivision berufen und 1873 zum Kommando der 15. Division übersetzt. Ignaz von Fratricsevics wurde von Kaiser Franz Joseph I. zum Inhaber des Husarenregiments Nr. 12 in Zombor ernannt.
Schließlich avancierte der Offizier am 26. Oktober 1886 (Rang vom 1. November des Jahres) zum General der Kavallerie.
Der Träger auch des Großkreuzes des Österreichischen Leopold-Ordens hatte sich eine harmlose Erkältung zugezogen, die aber zu einer Lungenentzündung ausartete und er infolgedessen binnen weniger Tage verstarb.

## Wappen

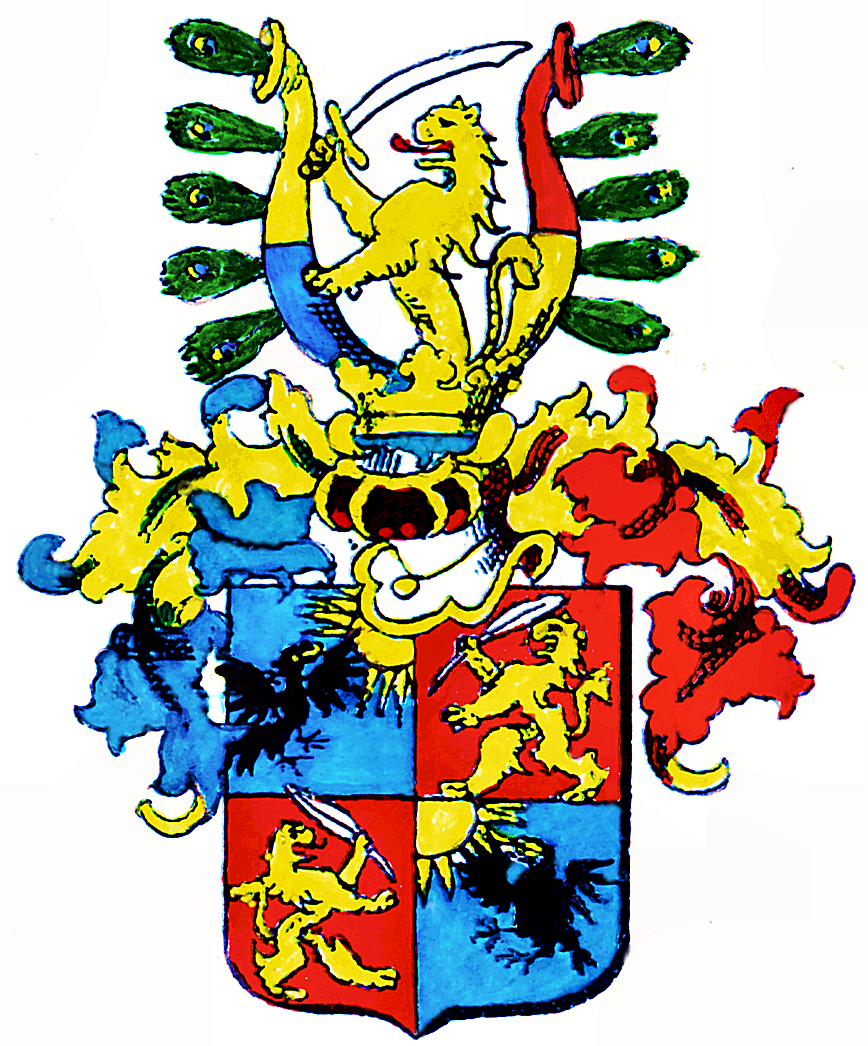
Wappen der Freiherren von Fratricsevics

Geviertet von Blau und Rot. 1 und 4 ein schwarzer Adler, einer aufgehenden goldenen Sonne zustrebend; 2 und 3 ein einwärtsgekehrter goldener Löwe, in der erhobenen Linken
(Rechten) eine Schreibfeder haltend. Kleinod: Zwischen, mit je fünf Pfauenspiegeln besteckten, rechts von Gold und Blau, links von Rot und Gold geteilten Hörnern, ein goldener Löwe wachsend, in der erhobenen Rechten einen Krummsäbel mit Parierstange haltend. Decken: vorne blau-golden und hinten rot-golden.